# Zagórki, Tỉnh West Pomeranian
Zagórki [zaˈɡurki] (tiếng Đức: Hünenberg) là một ngôi làng thuộc khu hành chính của Gmina Drawsko Pomorskie, thuộc quận Drawsko, West Pomeranian Voivodeship, ở phía tây bắc Ba Lan. Nó nằm khoảng 4 kilômét (2 mi) về phía đông của Drawsko Pomorskie và 85 km (53 mi) về phía đông của thủ đô khu vực Szczecin.
Trước năm 1945, khu vực này là một phần của Đức. Đối với lịch sử của khu vực, xem Lịch sử của Pomerania.
Làng có dân số 60 người.